# Trevor Jasinsky
Trevor Jasinsky (nacido el 1 de mayo de 1997 en Camas (Washington)) es un jugador de baloncesto estadounidense que pertenece a la plantilla del TFT Skopje de la Makedonska Prva Liga macedonia. Con 2,01 metros de altura, juega en la posición de alero.

## Trayectoria deportiva
Es un alero natural de Camas (Washington) formado en Western Washington Vikings desde 2016 a 2020, en el que jugó durante cuatro temporadas en la NCAA DII. En su última temporada en los Vikings promedió 14,8 puntos, 5,4 rebotes, 2,8 asistencias y 1,1 robos por partido.
Tras no ser drafteado en 2020, el 17 de agosto de 2020 firma por el Basketball Academie Limburg de la FEB Eredivisie.
El 22 de junio de 2022 fichó por el TFT Skopje de la Makedonska Prva Liga.